# Карамишевська волость

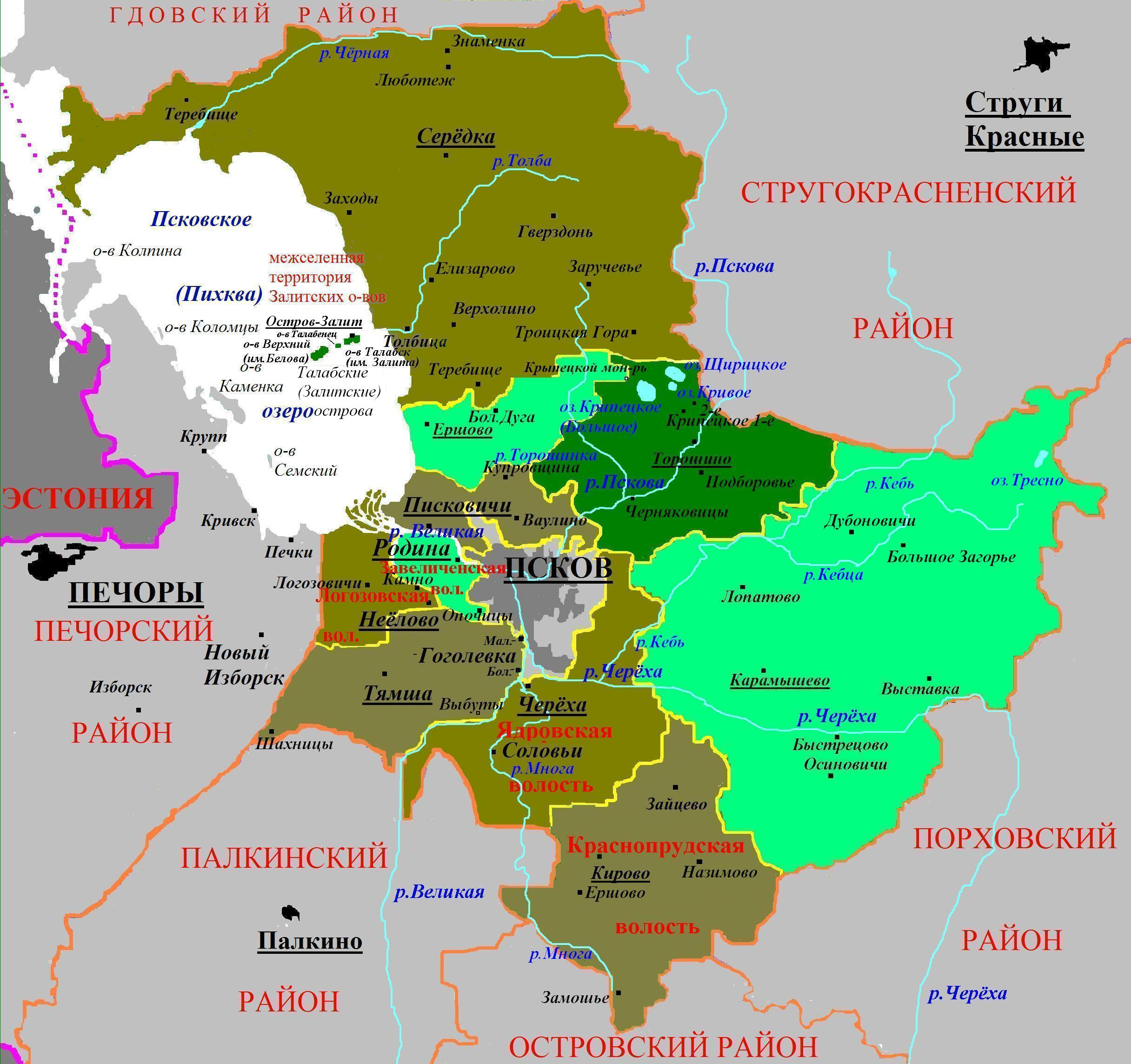
Адміністративний поділ Псковського району (2010)

Карамишевська волость — адміністративно-територіальна одиниця 3-го рівня і муніципальне утворення зі статусом сільського поселення в Псковському районі Псковської області Росії.
Адміністративний центр — село Карамишево — розташоване за 33 км на схід від міста Псков, на залізниці Печори — Псков — Порхов — Дно та автодорозі Псков — Порхов (Р56). Залізнична станція Карамишеве .

## Географія
Територія волості межує на заході з Ядрівською та Москвинською волостями, на північному заході та півночі — з Торошинською волостю Псковського району і Стругокрасненським районом, на сході та півдні — з Порховським районом Псковської області.

## Історія
У 1927—1931 і 1935—1963 роках територія сучасної волості входила до Карамишівський район, який включав сільради: Великозагірська, Виставська, Горська, Задорожська, Лопатинська, Мелетівська, Пікаліхінська, Ручьївська, Старонейська, Талецька, Шевелівська.
Указом Президії Верховної Ради РРФСР від 16 червня 1954 року, Горську і Мелетовську сільради було включено до Большезагорська сільрада, Шевельовську — до Виставська, Задорожську — до Пікаліхінської, а Струмківську — до Талецької.
Рішенням Псковського облвиконкому від 11 квітня 1958 року з частини Пікаліхінської сільради було утворено Задорожська сільрада. Рішенням Псковського облвиконкому від 25 квітня 1960 року, Талецьку сільраду було включено до Большезагорская сільрада; також були об'єднані Лопатинська і Сакоївська сільради в Осиновичська сільрада, а Пікаліхінська і Старонейська сільради утворили «Карамишевську сільраду».
Указом Президії Верховної Ради РРФСР від 1 лютого 1963 року Карамишевський район було скасовано, а його сільради (у межах 1935—1959 років) увійшли до Псковський район.
Постановою Псковських обласних Зборів депутатів від 26 січня 1995 року всі сільради в Псковській області були перейменовані на волості, зокрема Карамишевську сільраду перетворено на '«Карамишевську волость».
Законом Псковської області від 28 лютого 2005 року в межах волості було утворено також муніципальне утворення Карамишевська волость зі статусом сільського поселення з 1 січня 2006 року в складі муніципального утворення Псковський район зі статусом муніципального району.
На референдумі 1 березня 2009 рік було підтримано об'єднання Карамишевської, Большезагорской, Выставской (с. Быстрецово), Задорожской (с. Лопатове) і Осиновичской волостей в єдину волость. Зміни, внесені Законом Псковської області від 5 листопада 2009 рік]а N 911-оз з питання об'єднання волостей, набули чинності з 1 січня 2010 ріка. Таким чином, колишні волості (Большезагорська, Виставська, Задорожська, Осиновичська) були скасовані і включені з 1 січня 2010 рік, а до складу Карамишівської волості.

## Населені пункти
До складу Карамишевської волості входять 185 населених пунктів, зокрема 1 село (Карамишеве), 1 станція (Кебь) та 183 села<! — - Абрюшино, Агафоново, Олександрівка, Андрюшино, Ардашеве, Баранове, Болдіно, Великі Пищевиці, Біла Гора, Білочка, Біркіно, Бобровник, Великі Невадиці, Булатове, Бутирки, Бистрецово, Бистерский, Бистронікольське, Белищи, Богово, Велике Заборов'я, Велике Загір'я, Бор-Гора, Ванцово, Вешелово, Волково, Волкуша, Волосово, Волосово, Вошково, Волосочево, Везки, Віделеб'є, Воробйово, Виголово, Висоцко
Законом Псковської області від 22 грудня 2010 року село Кебь стало станцією.
Законом Псковської області від 29 грудня 2014 року зі складу волості були виключені і скасовані села Бубнево і Савино.